# Inga Voroninová
Inga Grigorjevna Voroninová (rusky И́нга Григо́рьевна Воро́нина; 29. srpna 1936 Moskva, Ruská SFSR – 4. ledna 1966 Moskva, Ruská SFSR), rozená Artamonovová (rusky Артамо́нова), byla sovětská rychlobruslařka.
Na světových šampionátech poprvé startovala v roce 1957, kdy vybojovala zlatou medaili, kterou o rok později obhájila. Na Mistrovství světa 1959 skončila čtvrtá. Po vynechání ročníku 1960 kvůli tuberkulóze se vrátila na světový šampionát 1961 desátým místem. V dalších letech již vybojovala cenné kovy: 1962 a 1965 zlato, 1963 a 1964 stříbro. Na sovětských mistrovstvích získala v letech 1956–1965 celkem devět medailí, z toho pět zlatých.
V roce 1959 se vdala za rychlobruslaře Gennadije Voronina, jehož kariéra v první polovině 60. let uvadala. Stal se alkoholikem a nedokázal se smířit s úspěchy své ženy, kterou nakonec zavraždil.